# Стоян Андреев
Стоян Вълчев Андреев е български професор, офицер, генерал-лейтенант.

## Биография
Роден е на 15 май 1934 г. в сливенското село Пъдарево. През 1952 г. завършва гимназията „Добри Чинтулов“ в Сливен. През 1955 завършва Военно авиационно училище, а през 1963 г. завършва задочно теоретична физика в Софийския университет. След това през 1975 г. завършва Военната академия „Я. Домбровски“ във Варшава и защитава докторска дисертация на тема „Системен анализ и системни оръжия“. След това е главен директор на Дирекция „Специални комплекси“ към Държавния комитет за наука и технически прогрес. Там отговаря за научното обслужване на армията и органите на МВР. Между 1975 и 1979 г. е директор на научен институт към Министерството на отбраната. От 1981 г. е заместник-председател на Комитета за наука. През 1984 г. получава звание генерал-майор. Бил е заместник-председател на БАН. От 1988 до 1991 г. е заместник-министър на Науката и висшето образование. От 1990 до 1994 г. е съветник по въпросите на националната сигурност на Жельо Желев. От 1994 г. става директор на Националния център за стратегически изследвания, който той организира. Андреев е сред основателите на Европейското движение за пряка демокрация и член на неговия координационен съвет. През 2001 г. е кандидат-вицепрезидент от партия „Съюз България“ с Петър Берон като кандидат-президент. Член-кореспондент е на Руската академия на науките, почетен председател на Съюза на българските командоси и член на Управителния съвет на Международна академия „Командос“. Преподавал е в Университета за национално и световно стопанство и в Пловдивския университет. Умира на 7 март 2017 г. в София.